# Za Bakdaz
Albums de Klaus Nomi
In Concert
(1986)
Za Bakdaz, sous-titré « The Unfinished Opera », est un album posthume de Klaus Nomi sorti en 2007. Il se compose de chutes d'enregistrements studio non retenues, enregistrées entre 1979 et 1983.
Du vivant de Nomi, les morceaux de cet album étaient joués en concerts, afin que ceux-ci durent en moyenne environ deux heures. Aucun de ces morceaux ne figure sur les deux albums précédents de Nomi. Pour compléter ses concerts, Nomi interprétait aussi des chansons classiques tirées de l'opéra classique, en versions plus Rock.  

## Titres
1. High Wire – 2:04
2. Valentine's Day – 2:49
3. Enchanté – 4:31
4. Overture – 2:42
5. Cre Spoda – 3:03
6. Metronomi – 2:44
7. Intermezzo – 1:16
8. Za Bakdaz (Live) – 3:09
9. Perne-A-Gyre – 2:56
10. Finale – 2:33
11. Rubber Band Laser – 2:21
12. Silent Night – 1:38